# Woody Thompson
Pour les articles homonymes, voir Thompson.
(en) Statistiques sur pro-football-reference
Alexander Woodrow Thompson dit Woody Thompson, né le 20 août 1952 à Érié et mort le 8 août 2024, est un joueur américain de football américain.

## Carrière

### Université
Thompson fait ses études à l'université de Miami, jouant avec l'équipe de football américain des Hurricanes.

### Professionnel
Woody Thompson est sélectionné au troisième tour du draft de la NFL de 1975 par les Falcons d'Atlanta au soixante-cinquième choix. Sa première saison le voit entrer au cours de quatorze matchs et au cours de sept en 1976. En 1977, il parcourt 478 yards en 132 courses, marquant le seul touchdown de sa carrière lors de cette saison. Il fut libéré par les Falcons dès la fin de cette saison.